# Fabrizio Copano
Fabrizio Antonio Copano Vera (Santiago, 6 de marzo de 1989) es un actor, comediante, guionista, presentador de radio y televisión y columnista chileno radicado en los Estados Unidos desde fines de 2016. 
Paralelamente, ha desarrollado una carrera como humorista de stand up, realizando varias presentaciones en vivo en bares, universidades y teatros en su natal Chile y el extranjero.

## Carrera

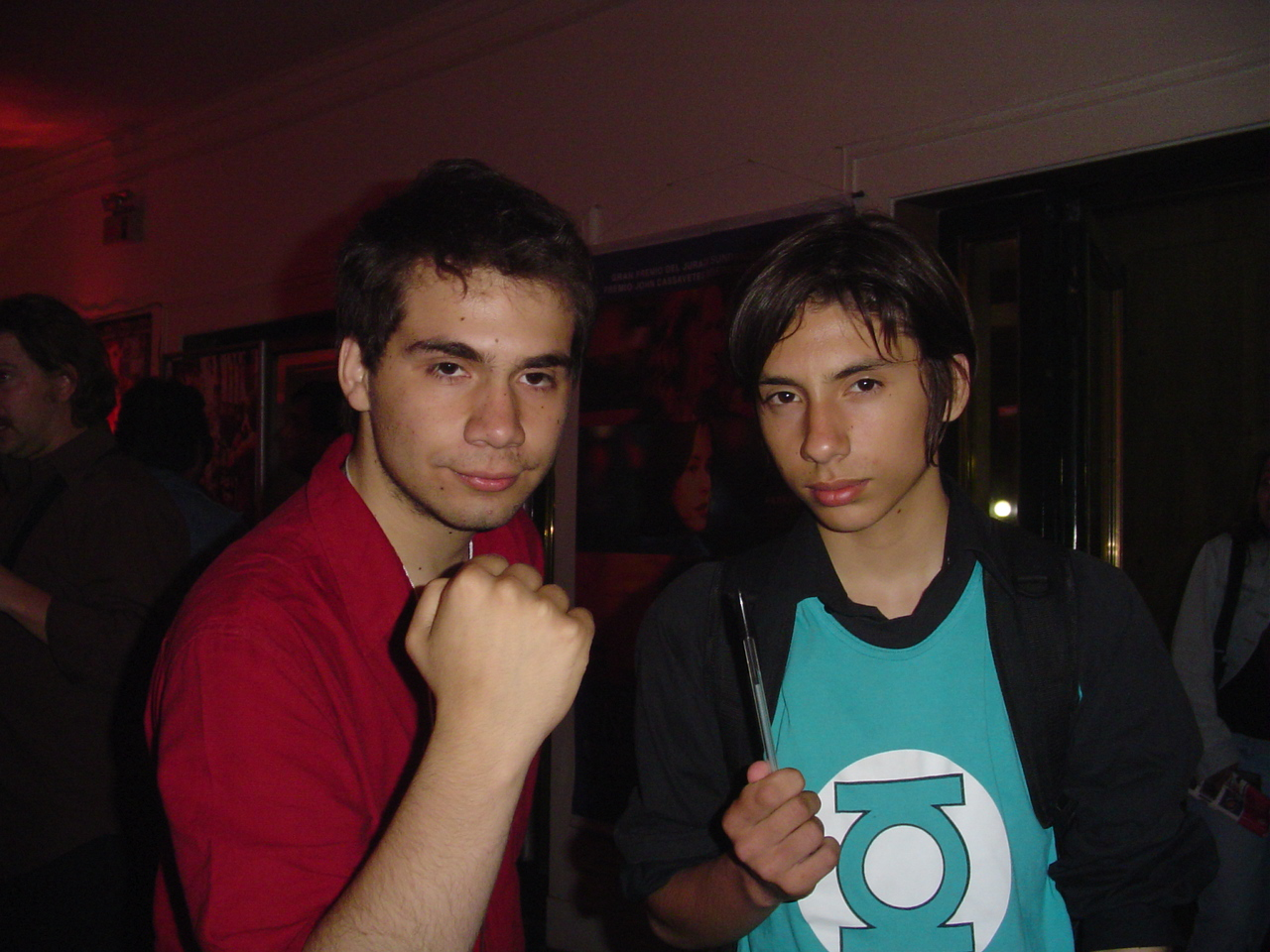
Fabrizio Copano (a la derecha) junto a su hermano Nicolás en 2004.

Fabrizio es el segundo hijo de una familia de tres hermanos, y hermano menor del presentador de televisión chileno Nicolás Copano. Realizó sus estudios secundarios en el Colegio Alcántara de la Cordillera, en la comuna de La Florida.
Comenzó su carrera a los 13 años, escribiendo guiones para los segmentos televisivos de su hermano y posteriormente columnas humorísticas para el sitio web zona.cl del diario El Mercurio. También trabajó en Resident Hit, programa radial de música y contenidos japoneses, donde junto a su hermano presentaban un espacio humorístico.
En televisión, trabajó como guionista y notero de la sección conducida por su hermano Nicolás llamada «El Informal» del programa REC de Chilevisión, hasta principios de 2006.
Durante el mismo año pasó a ser guionista de la versión chilena de Duro de domar, donde también interpretó al personaje K-sita - sátira de Cosita, mascota de la conductora de televisión Paulina Nin de Cardona. Además fue columnista de las revistas Punto Net de Terra Chile y RTV de VTR.
En marzo de 2007, escribió y protagonizó un cortometraje televisivo para MTV y UNICEF titulado Súper niño bully. En el cortometraje encarna a un estudiante que es víctima de bullying por parte de sus compañeros, allí compartió escenas con Jenny Cavallo, Boris Quercia, Marcial Tagle y Ariel Levy.
A partir del 5 de marzo de 2007, Fabrizio se integró a la radio FM Hit de manera estable, como conductor del programa Marea Hit. En mayo de ese año, junto a su hermano Nicolás dan inicio al programa Canal Copano en el canal de televisión por cable Vía X. Desde el 5 de junio de 2007, se convierte en columnista del semanario chileno The Clinic. A principios de 2008, fue asesor creativo de la telenovela basada tanto en las tribus urbanas chilenas como la enseñanza media de adultos en esa época, Mala conducta, de Chilevisión. En agosto de 2008, junto a su hermano Nicolás sacan al aire Conspiración Copano en Telecanal, programa sucesor de Canal Copano.
En enero de 2009 se une al equipo de El club de la comedia de Chilevisión, espacio en el que permanecerá hasta 2014. Además de debutar en el cine haciendo un pequeño papel para la película Qué pena tu vida de Nicolás López, protagonizó y escribió el guion de Barrio universitario para luego continuar en roles similares en Héroes: el asilo contra la opresión. Durante 2012 condujo El late con Fabrizio Copano, programa de humor en formato late show, serie derivada de sección homónima de El club de la comedia, programa que causó mucha polémica.
Al mismo tiempo, se estableció como rostro permanente en el canal Comedy Central Latinoamérica con tres presentaciones de stand up durante 2012 para Paramount Comedy en el teatro Joy Slava de Madrid como el único representante chileno en el festival Central de Cómicos Internacional, junto a los argentinos Sebastián Wainraich y Fernando Sanjiao, que en febrero del 2013 fue emitido por la señal a toda Europa. El 4 de mayo de 2013 fue uno de los fundadores del movimiento Marca AC, que buscaba redactar una nueva Constitución Política para Chile mediante el establecimiento de una asamblea constituyente.
En 2014 graba para Comedy Central Latinoamérica una rutina de 20 minutos y finalmente graba una tercera presentación el 2016 en México, que son transmitidas para todo el continente. Fabrizio forma parte del colectivo de humor "La culpa es de Colón", realizando presentaciones en Latinoamérica, Estados Unidos y Australia, además del show televisivo del mismo nombre, transmitido por Comedy Central Latinoamérica.
También es parte del colectivo de humor latino en Estados Unidos llamado Más Mejor, cuyo espacio de contenidos en línea es producido por Broadway Video.
El 25 de febrero de 2017, se presentó en la última noche del LVIII Festival Internacional de la Canción de Viña del Mar con una rutina llena de anécdotas y momentos divertidos, ganándose el respeto y cariño del público de la Quinta Vergara en su debut, además de recibir sus dos primeras Gaviotas de Plata y Oro. En septiembre de ese año estrenó en Netflix el especial de comedia "Solo pienso en mi", que grabó en el Teatro Maipo de Buenos Aires. Su preparación para el Festival de Viña del Mar fue registrada en el documental Monstruo de Lucas Quintana, estrenado en 2018.
Desde 2017 está radicado en Los Ángeles, California, en los Estados Unidos.
El 19 de enero de 2023 se presentó en The Late Late Show with James Corden, uno de los programas de TV más populares en EEUU, siendo así el primer humorista chileno en presentarse a un programa de televisión estadounidense.
Por segunda vez, el 24 de febrero de 2023 se presentó en el LXII Festival Internacional de la Canción de Viña del Mar, la misma noche en la que actuaron los cantantes Christina Aguilera  y Polimá Westcoast. Su rutina humorística tuvo un gran recibimiento, tratando temas controversiales como la política, la música y la actualidad. El público le otorgó la gaviota de plata y de oro. A esto se sumó su participación como comediante en la edición 2023 de la campaña solidaria Teletón, y un año más tarde, ganar el Premio Caleuche como "Mejor Comediante" por su polémica rutina en el Festival de Viña del Mar, y en su representación, sus padres fueron a recoger su premio esa noche. 
Meses después, regresó a la televisión con su polémico programa de humor El antídoto, show que recordó a su otro programa El Late; transmitido por Mega y contó con un elenco conformado por Rodrigo "Alto Yoyo" Vásquez, Karol Blum, Matías Tamayo y Luis Slimming, entre muchos otros. Este controversial espacio, a pesar de recibir críticas negativas y de sufrir un muy bajo nivel de audiencia, ganó un Premio Produ como "Mejor Programa de Humor". 

## Filmografía

### Televisión
| Año       | Programa                 | Rol              | Canal       |
| --------- | ------------------------ | ---------------- | ----------- |
| 2005-2006 | REC                      | Notero           | Chilevisión |
| 2006      | Duro de domar            | Guionista        | Chilevisión |
| 2006      | SQP                      | Invitado         | Chilevisión |
| 2007      | Súper niño bully         | Actor/Guionista  | MTV         |
| 2007-2008 | Canal Copano             | Coconductor      | Vía X       |
| 2008      | Mala conducta            | Guionista        | Chilevisión |
| 2008      | Conspiración Copano      | Coconductor      | Telecanal   |
| 2009-2014 | El club de la comedia    | Monólogos y gags | Chilevisión |
| 2010      | El hormiguero            | Voz de Trancas   | Canal 13    |
| 2012-2013 | El late                  | Conductor        | Chilevisión |
| 2017      | El camino del comediante | Conductor        | Canal 13    |
| 2024      | El antídoto              | Conductor        | Mega        |

### Radio
- 2007: Marea hit, en FM Hit
- 2011-2012: La supercarretera, en Radio Horizonte

### Podcast
- 2021-: Hablemos de comedia, junto a Sergio Freire y Pedro Ruminot
- 2022: Jueves, original de Spotify
- 2022-: Sí problemo
- 2023-: Escápate de tu Casa, junto a Camilo Salas

### Películas
Como actor
- Qué pena tu vida (2010) - Ignacio Quezada
- Barrio universitario (2013) - Miguel
- Héroes, El asilo contra la opresión - Manuel
- Generación 98  - Julio Maturana

Como director
- Prueba de actitud (2016) - Director

### Personajes en «El club de la comedia»
- El Topo
- Stephen Hawking
- Justin Bobby
- Integrante de Los Fachos Quincheros
- Anthony de la guatona candy
- Steve el inventor en la guatona candy
- Animador de El late
- Copanístico, un trabajador de la onemis
- Kel
- Sergio Lagos del reality
- Un discípulo de Jesús